# Birger Gunnersen
Birger Gunnersen (ca. 1445 – 10. december 1519) var dansk ærkebiskop i Lund fra 1497 til sin død.
Birger Gunnersen var borgerlig født som søn af en degn i Halland og blev magister fra Greifswald Universitet i 1468. I 1474 kom han til det kongelige kancelli og blev 1477 kansler hos dronning Dorothea. Efter Dorotheas død i 1495 forsatte han som kansler hos dronning Christine, indtil han blev ærkebiskop.
I 1507 deltog han i forhandlingerne under Freden i Nykøbing som repræsentant for Hans af Danmark.
Som ærkebiskop var han særlig kendt for indtil flere godskonflikter med den skånske adel (blandt andet med rigshofmesteren Poul Laxmand) og for gudstjenestestiftelsen Sanctuarium Birgerianum.